# Newtown St Boswells
Newtown St Boswells (gael. Baile Ùr Chille Bhoisil) − miasto w Szkocji, ośrodek administracyjny hrabstwa Scottish Borders (dawniej hrabstwa Roxburghshire). Miasto znajduje się nad rzeką Tweed, około 60 km na południowy wschód od Edynburga.
Pomimo swej nazwy, Newtown St Boswells jest starą osadą, pierwsze wzmianki pojawiają się w 1529 roku. Wcześniej miasteczko było znane z licznych młynów wodnych, które przetwarzały zboże w mąkę. Miasto zyskało na znaczeniu dzięki węzłowi kolejowemu na linii Waverley, który był lokalnym centrum komunikacyjnym, jednakże całą linię wraz z węzłem zamknięto w 1969 roku podczas tzw. Beeching Axe. Do 1929 r. ludność osady składała się głównie z pracowników kolejowych. Zmieniło się to, dopiero gdy Newtown St Boswell stał się regionalnym ośrodkiem administracyjnym hrabstwa Scottish Borders. Pobliskie opactwo Dryburgh jest popularnym miejscem wśród turystów.